# Wukongopterus
A Wukongopterus a hüllők (Reptilia) osztályának a pteroszauruszok (Pterosauria) rendjébe, ezen belül a Wukongopteridae családjába tartozó nem.

## Neve
Ebből a hüllőnemből, eddig csak egy faj, a Wukongopterus lii került elő; mely egyben családjának a névadó típusfajává vált. Ezt az állatot 2009-ben, Wang Xiaolin, Alexander Kellner, Jiang Shunxing és Meng Xi írták le, illetve nevezték meg. Az állat a nemi szintű nevét a kínai „Nyugati utazás” című mitológiai tárgyú regény egyik főszereplőjéről, Szun Vu-kung, a majomkirályról kapta. A fajnevét, azaz a lii-t, Li Yutongról az Institute of Vertebrate Paleontology and Paleoanthropology főpreparátoráról kapta.

## Előfordulása
A Wukongopterus egy bazális, azaz alapi, kezdetleges pteroszaurusz, mely a középső jura vagy késő jura korszakok idején élt. Még nem határolták be pontosan létezésének az idejét, azonban 168-160 millió év közé tehető. Ez a fura állat, ott élt ahol ma a kínai Liaoning fekszik. Kövületeit a Tiaojishan-formációban találták meg.

## Megjelenése
Mint családjának a többi faja, ez az állat is egyaránt hordozza a hosszú farkú Rhamphorhynchoidea és a rövid farkú Pterodactyloidea pteroszaurusz csoportok jegyeit. Egyaránt meghosszabbodott a nyaka és hosszú a farka. A IVPP V15113 raktárszámú holotípus egy majdnem teljes csontvázból áll. Ez a kövület azonban össze van lapítva, így megsemmisült a koponya hátsó domborulata és közepe. Ennek a példánynak még életében el volt törve a sípcsontja (tibia). A becsült szárnyfesztávolsága 730 milliméter. Az is meglehet, hogy más bazális pteroszauruszokhoz hasonlóan, a két hátsó lába között bőrhártya feszült.

## Fordítás
Ez a szócikk részben vagy egészben  a   Wukongopterus című angol Wikipédia-szócikk ezen változatának fordításán alapul.  Az eredeti cikk szerkesztőit annak laptörténete sorolja fel. Ez a jelzés csupán a megfogalmazás eredetét és a szerzői jogokat jelzi, nem szolgál a cikkben szereplő információk forrásmegjelöléseként.